# Villa medicea di Cerreto Guidi

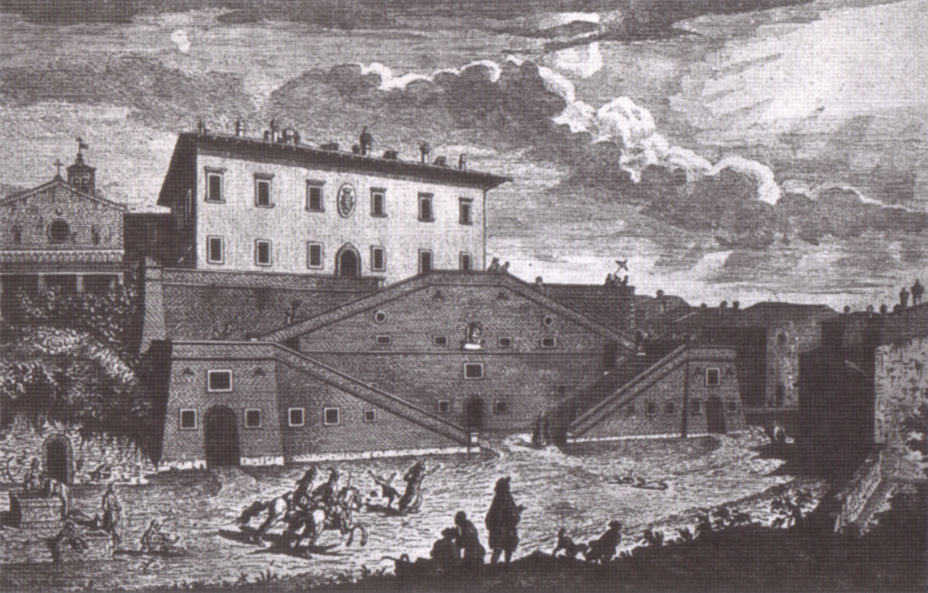
Giuseppe Zocchi, La real villa di Cerreto (1744)

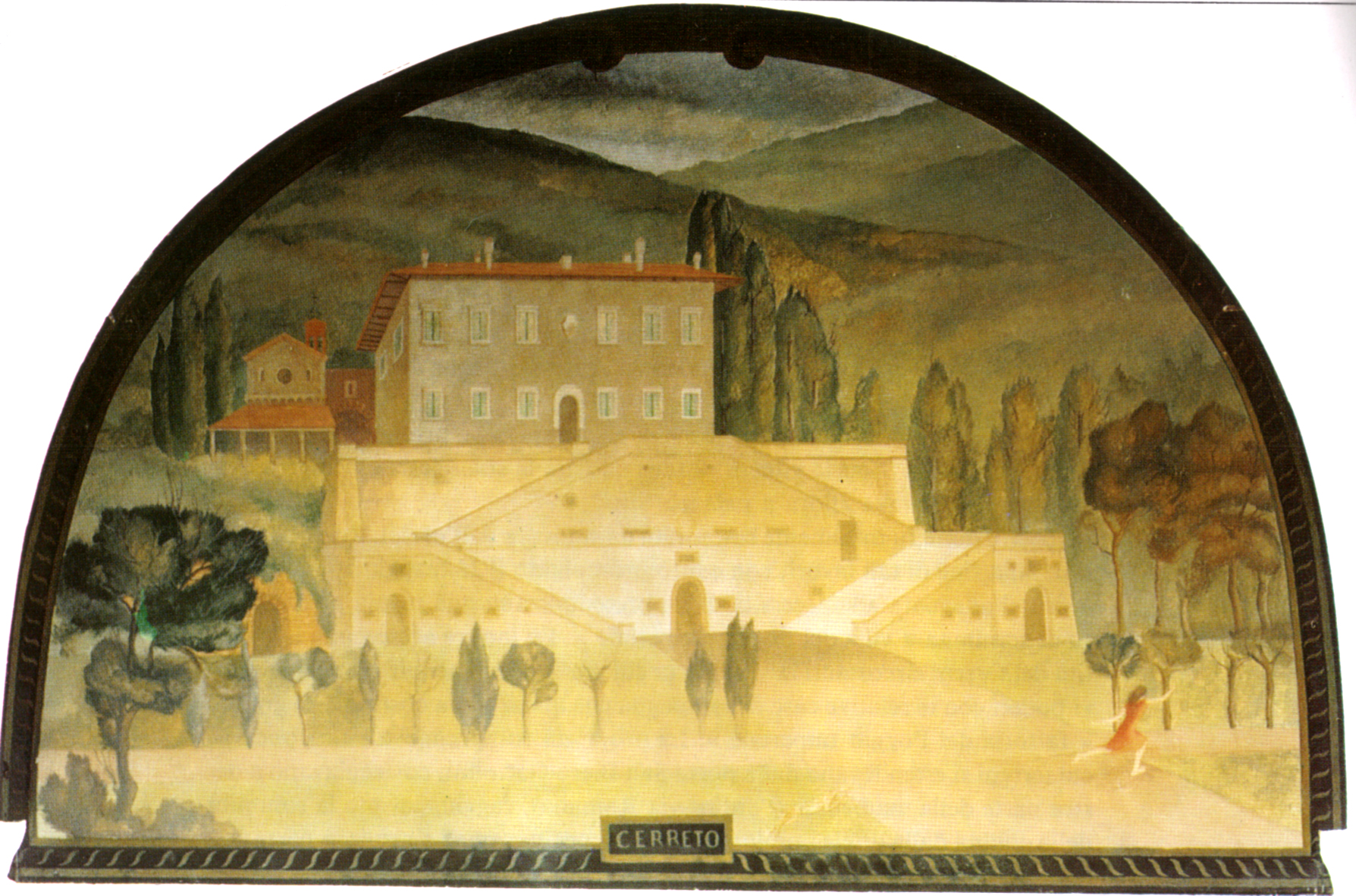
Cerreto Guidi, lunetta novecentesca nella villa di Artimino

La villa medicea di Cerreto Guidi è una residenza nobiliare situata nel centro di Cerreto Guidi, in provincia di Firenze, in via dei Ponti Medicei 7. È tra le poche ville medicee ad essere stabilmente aperte come museo, ospitando dal 2002 il Museo storico della caccia e del territorio.
Dal dicembre 2014 il ministero per i beni e le attività culturali la gestisce tramite il Polo museale della Toscana, nel dicembre 2019 divenuto Direzione regionale musei.

## Storia
Situata su un colle confinante con la regione di interesse strategico del Padule di Fucecchio, la villa fu costruita su un precedente castello dei conti Guidi, che lasciarono il loro nome alla località. L'edificazione si deve a Cosimo I, che fece creare una residenza di caccia piuttosto semplice verso il 1555, subito dopo l'inclusione della cittadina nei possedimenti del ducato di Toscana.
L'architetto incaricato della progettazione non è conosciuto con certezza. Per attribuzione si indica Bernardo Buontalenti, per confronto con altre opere dell'artista. La sua mano sarebbe particolarmente evidente nella realizzazione delle due enormi rampe di scale simmetriche a zig-zag, che si ritrovano anche in altri suoi progetti, e che danno alla villa un imponente aspetto di fortezza. Studi recenti hanno però riconosciuto le rampe come eseguite in un secondo momento rispetto al corpo della villa, che verrebbero a inquadrarsi dopo l'elaborazione di Pratolino (1569-1575) e del Forte di Belvedere (1590-1595).
La costruzione in loco venne seguita dall'architetto Davide Fortini, già assistente del Tribolo, che nel 1575 passava il testimone al Alfonso Parigi il Vecchio, che presumibilmente completò l'edificio. Una nota dello stesso Alfonso fa pensare al Buontalenti che "passa il testimone" al nuovo architetto, quindi l'ipotesi di un progetto buontalentiano è ancora di più suffragata. La distribuzione originaria degli spazi interni della villa sottintendeva la possibile funzione militare, con stanze con i soffitti bassi e ambienti per ospitare cavalli e altri animali.
La villa venne usata spesso in tutte le stagioni, sia per le battute di caccia, sia come punto di sosta nei frequenti spostamento tra Firenze e Pisa o Livorno. Il 15 luglio 1576 avvenne nella villa il brutale assassinio di Isabella de' Medici ad opera del marito Paolo Giordano I Orsini, aiutato forse da uno o più sicari. La donna venne uccisa per strangolamento in punizione della sua infedeltà. All'epoca la villa apparteneva a don Giovanni de' Medici, fratello di Isabella, il quale alla sua morte (1621) lasciò le sue proprietà al nipote don Lorenzo de' Medici. Dopo la scomparsa di don Lorenzo, che non ebbe figli, la villa passò a suo fratello il granduca Cosimo II, che la donò a suo figlio, il cardinale Leopoldo de' Medici (1671).
Quando la villa passò al cardinale, si procedette a una ristrutturazione interna per dare un assetto più residenziale e signorile all'edificio. Con la morte di Leopoldo (1675) la villa passò al granduca Cosimo III e poco tempo dopo vennero stesi due inventari (1705 e 1728), preziosi documenti che ci informano come la villa fosse arredata con dipinti di pregio (di Alessandro Allori, Matteo Rosselli, Andrea del Sarto) e arazzi, alcuni dei quali sono stati forse identificati come eseguiti su disegno di Giovanni Stradano.
Passata ai Lorena dopo l'estinzione della casata dei Medici (1738) fu alienata con un atto datato 29 maggio 1780 alla famiglia pistoiese dei Tonini. In seguito fu ceduta ai Maggi di Livorno nel 1821, i quali realizzarono il passaggio verso l'attigua pieve di San Leonardo, tramite un massiccio porticato. Fu acquistata poi da Maddalena Dotti vedova da Filicaja nel 1885 che la regalò al genero Giovanni Geddes, che ne curò il riarredo e la decorazione pittorica di una sala al pian terreno del pittore Ruggero Focardi illustrante i beni delle famiglie Dotti e da Filicaja. Nel 1966 l'allora proprietario, Rodolfo Geddes, la vendette a Galliano Boldrini, che tre anni più tardi la donò allo Stato Italiano a condizione di farne un museo nazionale.

## Interni

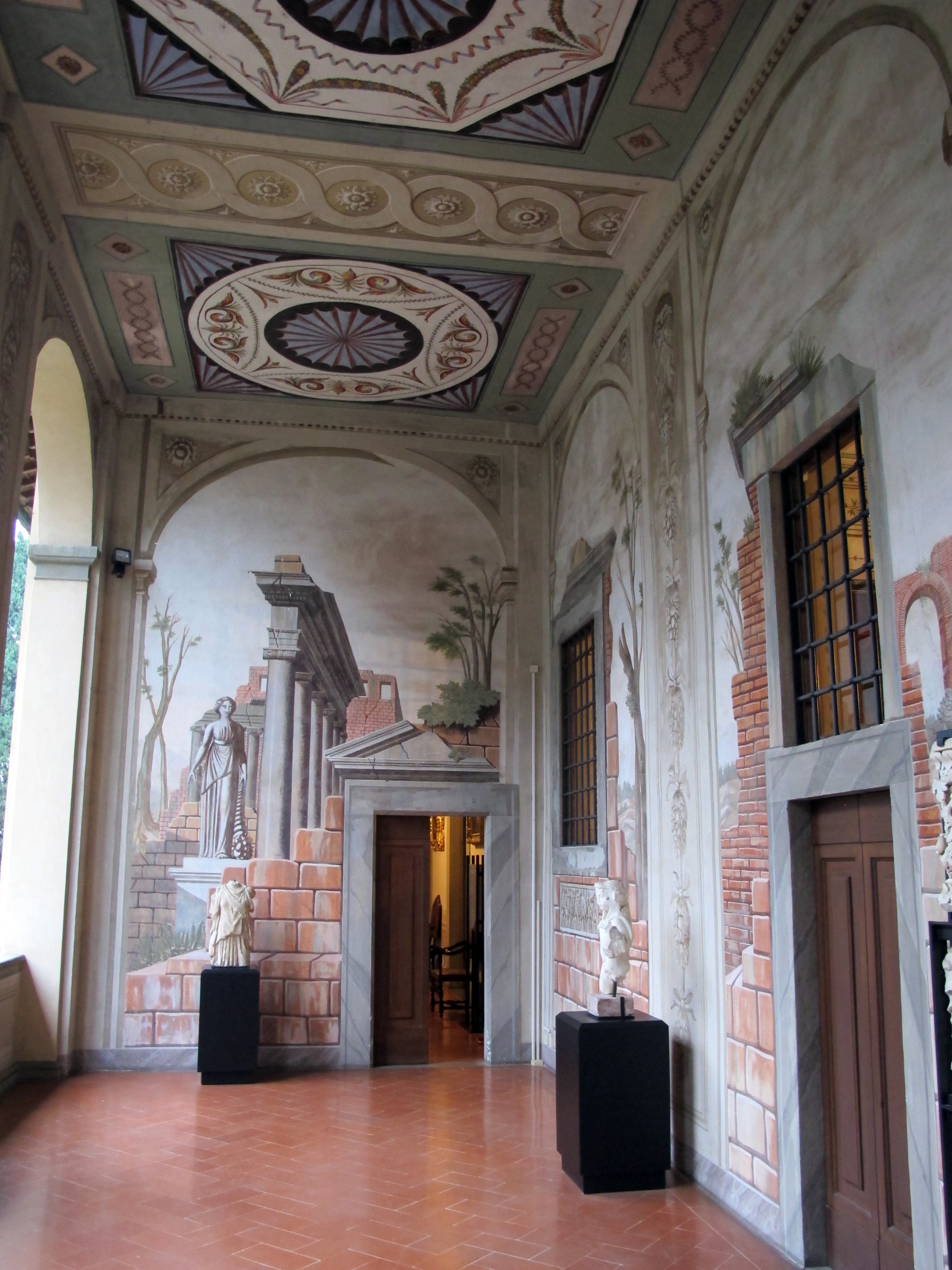
La loggia a meridione

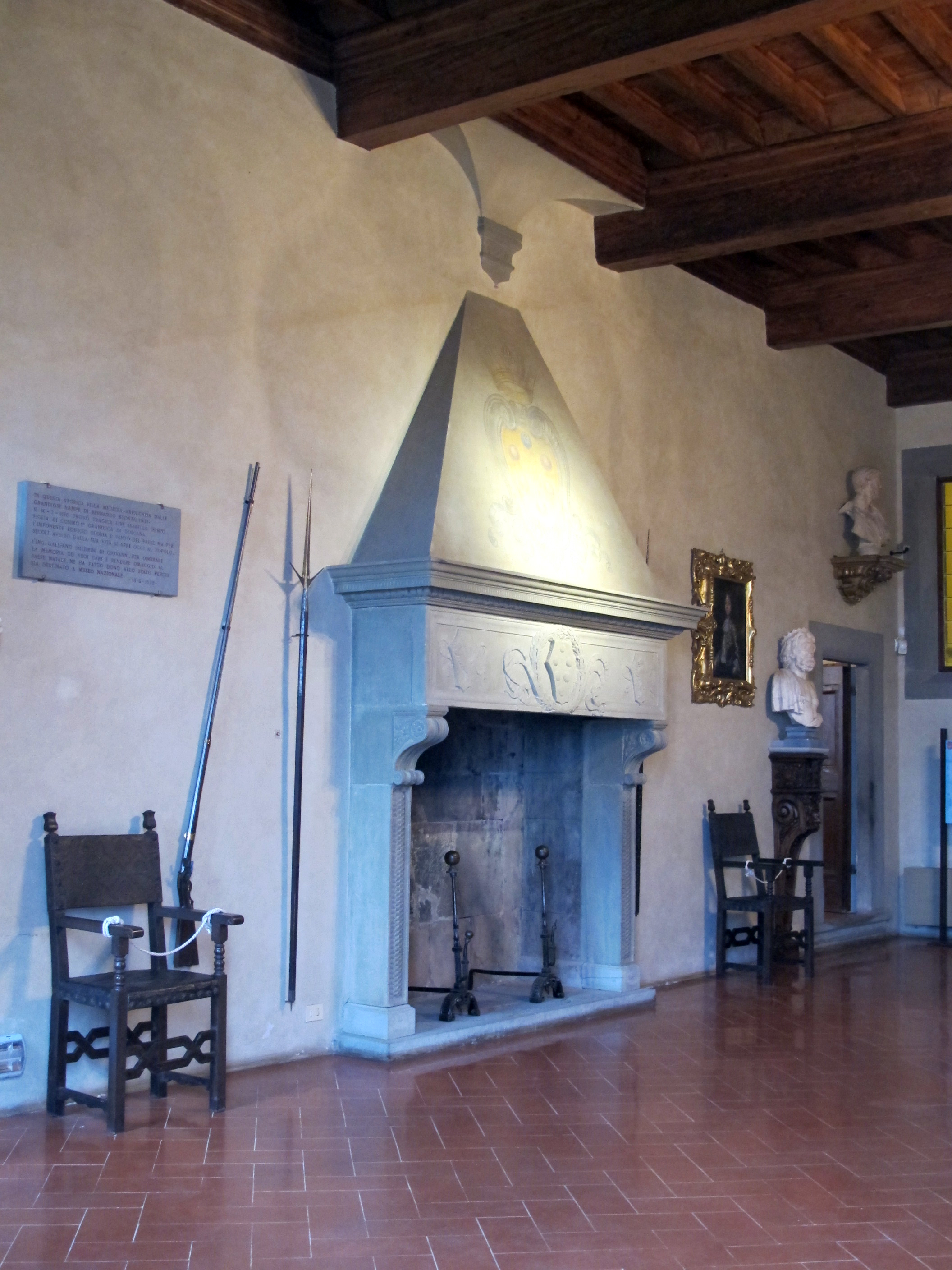
Interno

In alcune sale soprattutto al pian terreno sono sopravvissuti degli affreschi decorativi risalenti soprattutto al periodo neoclassico, così come la veduta con rovine che si trova nella loggia settentrionale.
La villa ha al suo interno oggi collezioni eterogenee, di varia provenienza, che spaziano da un lapidario romano, uno romanico-gotico, dipinti dal Medioevo al Settecento (tra cui opere pregevoli di Guercino, Lavinia Fontana, ecc.), arredi e oggetti d'arte italiani e islamici.
L'arredo attuale della villa è stato ricostituito seguendo per quanto possibile le descrizioni presenti negli inventari storici. Una parte degli arredi antichi (risalenti al Sei, Sette e Ottocento) proviene dai depositi della Soprintendenza fiorentina, mente un'altra parte fa parte di un lascito del 1844 dell'antiquario Antonio Conti, o di quello di Stefano Bardini (acquisto dello Stato del 1996). Sono stati esposti quattro arazzi con le Stagioni, che sebbene non originariamente a Cerreto, possono dare un'idea delle tappezzerie che un tempo decoravano la villa.
Il ritratto a figura intera di Isabella de' Medici ricorda il luogo dove presumibilmente essa venne assassinata e fino al saccheggio compiuto durante la seconda guerra mondiale si conservava anche quello che era ritenuto il cappio usato per l'assassinio.
Altri ritratti medicei sono quello di Cosimo I nell'abito dell'incoronazione, avvenuta il 5 marzo 1570 e quello di Don Francesco de' Medici in corsaletto (1615 circa).

## Il Museo storico della caccia e del territorio
Il Museo storico della caccia e del territorio fu inaugurato il 28 settembre 2002 ed è dedicato alle armi soprattutto da caccia e da tiro, in parte provenienti dall'eredità Bardini, in parte dalle armi dismesse dalle autorità di polizia, in parte provenienti da depositi, donazioni e prestiti temporanei.
Le armi sono esposte in vetrine antiche che un tempo si trovavano nel Museo degli argenti di Palazzo Pitti a Firenze, nelle sale al primo piano, mentre i coltelli e le armi bianche si trovano in una sala al piano terreno. Tra gli esemplari più pregiati si conservano alcune armi appartenute al Granduca Pietro Leopoldo e a Ferdinando III di Toscana.
Il 14 dicembre 2013 si è aperta una mostra (“ Mosè e gli altri restauri” ) – presso il Museo Storico della Caccia e del Territorio- che ha presentato alcune opere d'arte restaurate l'anno precedente facenti parte dell'Eredità Bardini. Il polo d'attrazione della mostra è rappresentato dal dipinto di Alessandro Gheradini, Mosè e le figlie di Jetro (1690-1700).
Il museo ha anche ospitato un percorso espositivo dedicato all'attività della caccia che si apre, appunto, con l'arazzo che raffigura la “Caccia al cinghiale”, tessuto per la Villa medicea di Poggio a Caiano. La mostra si è tenuta fra ottobre 2014 e gennaio 2015 ed è stata curata da Marilena Tamassia e Mario Scalini

## Mostre
- La mostra “ Naturalistiche continuità “ è stata dedicata, nel 2008, a Franco Berretti, artista toscano contemporaneo che ha improntato il suo lavoro sul rapporto d'equilibro fra uomo e natura.
- Il progetto di valorizzazione della Villa medicea di Cerreto Guidi ha offerto l'occasione di presentare una mostra in cui vediamo dame e cavalieri che trascorrono il tempo libero in giochi come la pallacorda, mosca cieca e la caccia, e contadini dediti alle attività agricole.
- “ Amore vittorioso e altre storie” propone un percorso espositivo di 32 opere restaurante durante il 2011. Tra queste: l'Amore Vittorioso attribuito a Giovanni Martinelli.
- La mostra “ Restauri in villa. Opere d'arte restaurate nel 2009 e nel 2010” ha esposto una serie di opere restaurate in questi due anni che provengono dalla collezione Bardini. Si tratta di capitelli, stoffe con storie sacre, stemmi in pietra del Trecento fiorentino, il gesso di Donatello raffigurante San Giorgio che uccide il drago e libera la principessa, un bassorilievo di Mantegazza, una tela proveniente dalla bottega del Guercino e altro.